# Guitares par type
 (janvier 2024).
Si vous disposez d'ouvrages ou d'articles de référence ou si vous connaissez des sites web de qualité traitant du thème abordé ici, merci de compléter l'article en donnant les références utiles à sa vérifiabilité et en les liant à la section « Notes et références ».

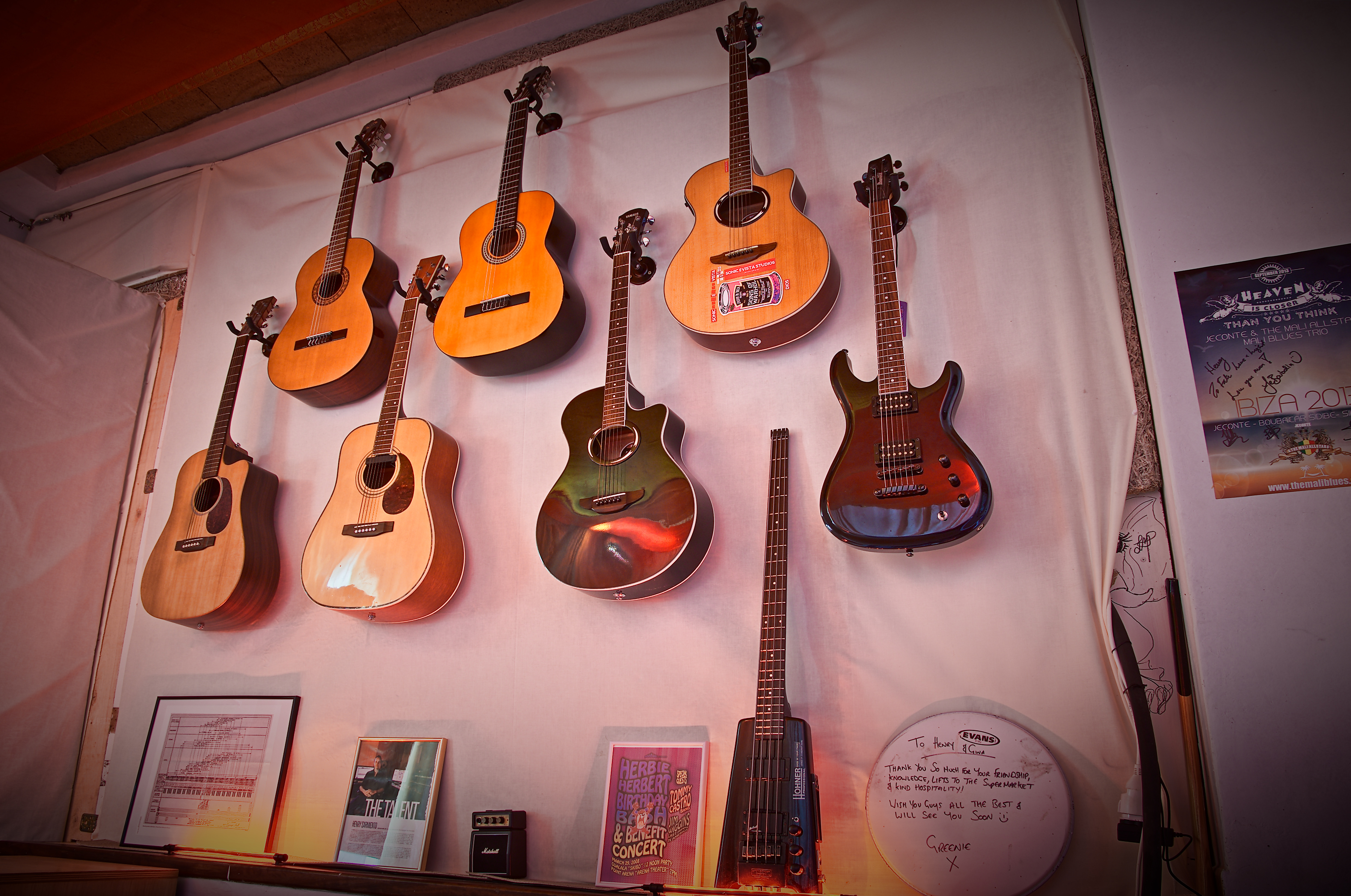
Différents types de guitares.

On distingue des types de guitares, soit acoustiques, soit électriques, selon des caractères souvent régionaux ou ethniques.
Les variantes de la guitare, en premier lieu la guitare électrique, sont souvent associées à un genre musical spécifique.

## Guitares acoustiques

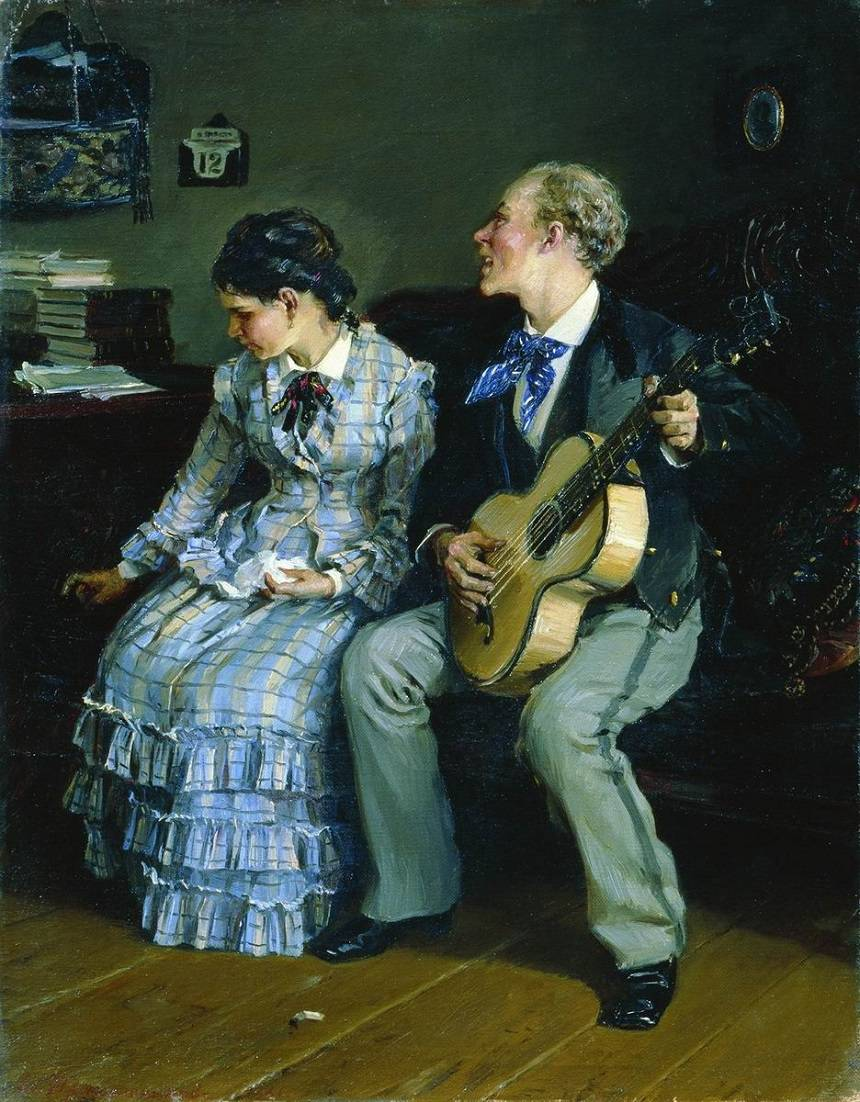
ru (1881) Peinture par Illarion Prianichnikov montrant un chanteur s'accompagnant à la guitare. Le genre romance cruelle était à peu près équivalent de chanson réaliste.

Ces guitares sont dites « acoustiques » parce que l'énergie de la vibration des cordes est convertie en son mécaniquement, notamment par la table d'harmonie et la caisse de résonance intégrée à l'instrument, ou par un système dit à résonateur. Par opposition, un amplificateur pour guitare électrique transforme la vibration des cordes en son à l'extérieur de l'instrument avec un apport d'énergie électrique.

### Guitares anciennes
Les caractéristiques de la guitare ont beaucoup évolué au cours des âges avant d'arriver, au XIXe siècle à l'instrument moderne. Parmi les types anciens, on peut notamment distinguer :
- la guiterne ;
- la guitare Renaissance à quatre chœurs (trois cordes doubles et une simple) ;
- la guitare baroque à cinq chœurs (cinq cordes doubles ou quatre cordes doubles et une simple) ;
- la chitarra battente italienne (avec quatre à six chœurs) datant du XVIIIe siècle et toujours en usage ;
- la vihuela hispanico-mexicaine.

À partir de la guitaromanie et de la musique romantique, l'instrument a six cordes simples accordées comme celles de la guitare du XXe siècle.
La guitare espagnole a des cordes en boyau, les instruments populaires dans le reste de l'Europe ont des cordes métalliques, sur le modèle de la chitarra battente italienne, destinés à être joués avec un plectre.

### Guitare classique

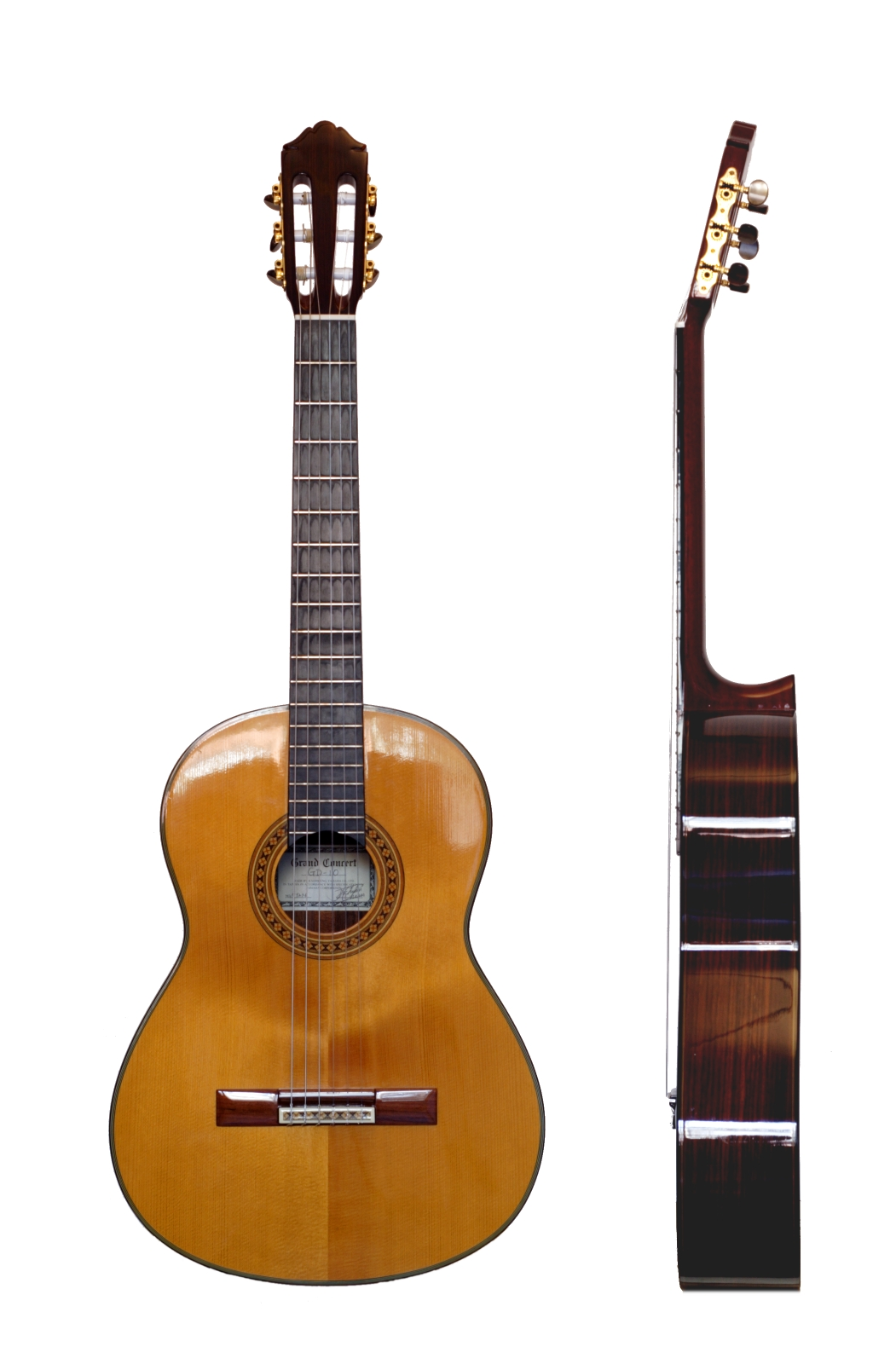
Une guitare classique

C'est le modèle le plus courant, comportant trois cordes aiguës généralement en nylon et trois cordes basses filées, c'est-à-dire formé d'un cœur souple entouré d'une spirale de métal.
Les cordes en nylon ont commencé à remplacer les cordes en boyau en 1940. Le nylon est bien moins sensible aux variations d'hygrométrie et de température. Il est plus économique et sa solidité permet des tensions importantes avec des cordes plus lourdes, ce qui donne un volume sonore plus élevé.
La tessiture de la guitare classique, c'est-à-dire l'étendue des notes pouvant être jouées, de la plus grave à la plus aiguë, est, comme le montre l'illustration ci-dessous, de trois octaves et une quinte. La touche est plate et divisée par des frettes, avec généralement douze cases sur le manche et sept sur la table d'harmonie, soit 19 au total. Les mécaniques à vis sans fin - qui ont remplacé les chevilles à partir du XIXe siècle - sont intégrées à la tête comme sur un violon.
Les partitions pour guitares classiques sont écrites une octave au-dessus du son réel émis par la guitare. Le la4 du diapason à 440 Hz se note normalement sur la portée dans la deuxième interligne. On joue cette note sur la troisième corde, deuxième case, qui est un la2 à 220 Hz. Cela permet de noter la musique en clef de sol, la plus connue. En la clé d'ut quatrième ligne, la guitare ne serait pas un instrument transpositeur.
| désignation | dite           | longueur de cordes | destination                 |
| ----------- | -------------- | ------------------ | --------------------------- |
| 1/4         | un quart       | 40 cm              | enfant de 5 à 6 ans         |
| 1/2         | demi           | 48 cm              | âge moyen de 7 ans          |
| 3/4         | trois-quarts   | 58 cm              | 8 à 9 ans ;                 |
| 7/8         | sept-huitièmes | 63 cm              | personne de petite taille ; |
| 4/4         | quatre-quarts  | 65 cm              | taille ordinaire.           |

Les guitares de petite taille sont parfois appelées et vendues sous le nom de « guitare de voyage ».

### Guitare «folk»

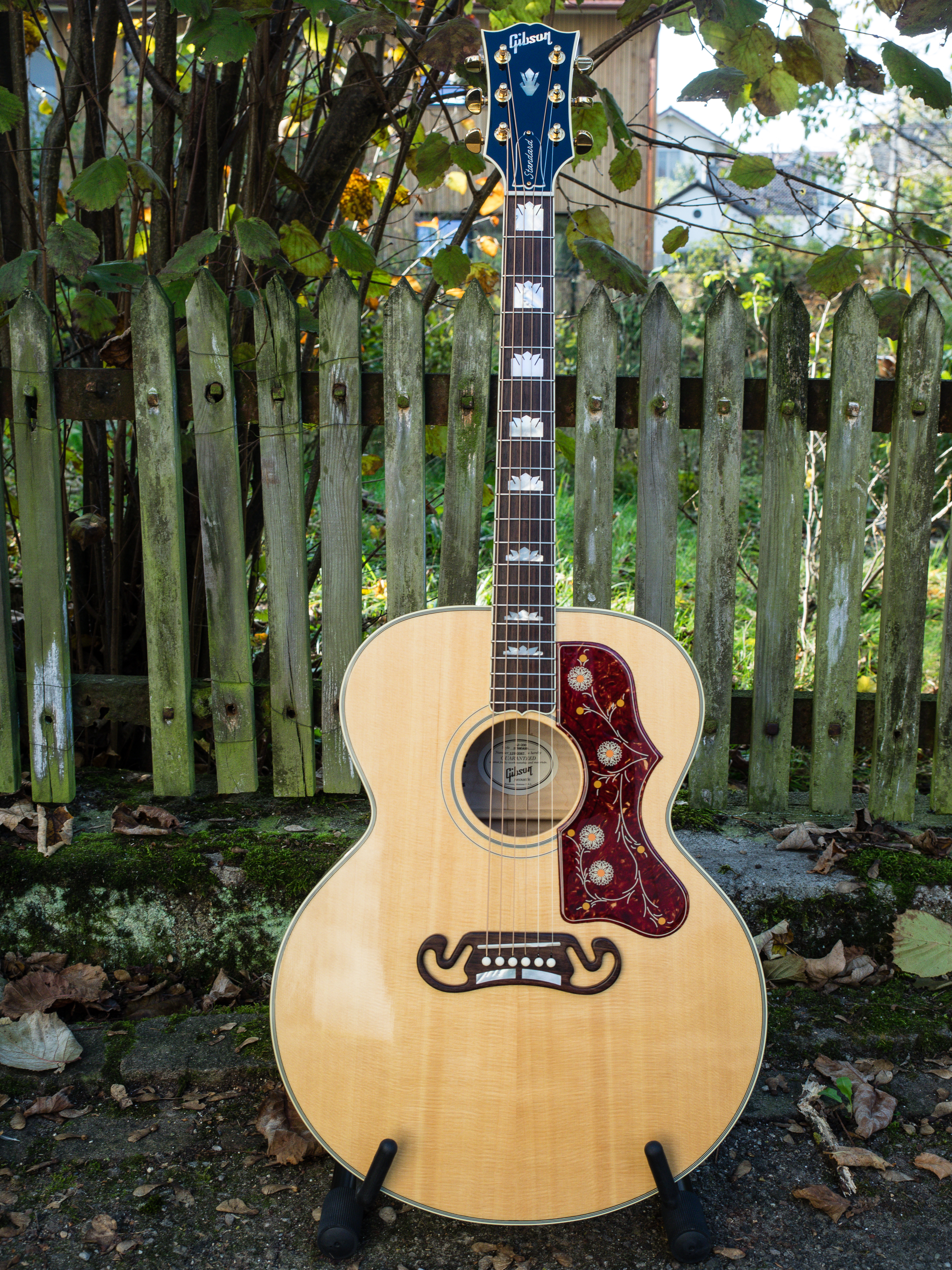
Une guitare folk

Cette guitare tire son nom du fait qu'elle a été longtemps l'instrument privilégié pour accompagner les artistes de musique folk américaine. Le premier modèle de ce type a été conçu par le luthier Christian Frederick Martin en 1898. Elle est équipée de six cordes métalliques donnant un volume sonore plus important : deux cordes en acier pour les aigus (parfois acier traité) et quatre avec une âme (fil principal) acier, filée de métal (différents alliages possibles). Pour résister à la tension plus importante des cordes métalliques, sa forme est moins creusée que celle de la guitare classique : c'est la dreadnought, nommée ainsi en référence au navire de guerre. Cela entraîne aussi un barrage différent de la table d'harmonie (le X mis au point par Martin).
Des instruments à douze cordes (les cordes sont doublées) sont parfois utilisés pour un son plus riche et plus puissant. On trouve des exemples d'utilisation de ces guitares sur les disques d'artistes comme Bob Dylan, Tom Petty ou Paul McCartney. La touche est souvent légèrement bombée. On retrouve des mécaniques à vis sans fin sur la tête, mais contrairement à la guitare classique, l'axe sur lequel s'enroule chaque corde est perpendiculaire à cette dernière. Le manche est généralement divisé en quatorze cases, plus sept cases sur la table d'harmonie, soit au total 21 cases. Certaines guitares folk ont un pan coupé (cutaway) améliorant l'accès aux aigus.
Les guitares folk se présentent essentiellement sous trois formes : la 000 proche du format « grand concert » classique, la dreadnought traditionnelle et la jumbo aux rondeurs plus appuyées et au son plus puissant. Ces guitares sont les instruments de prédilection pour le blues acoustique, la country et bien sûr la musique folk.

### Guitare Archtop

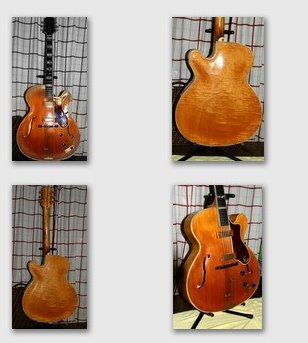
Guitares Archtop

La guitare Archtop tire son nom de l'anglais arched (bombé, voûté, arqué) et top (dessus, ici la table d'harmonie). Inventé par Orville Gibson aux États-Unis en 1905 et perfectionné par Lloyd Loar, ce type de guitare à cordes métalliques est inspiré des méthodes de fabrication des instruments à cordes classiques (mandoline, violon, violoncelle).
Ces guitares possèdent une table d'harmonie et un fond sculptés à la manière d'une mandoline, et la table est percée d'ouïes en « f ». Elles sont volumineuses (jusqu'à dix-neuf pouces). Leurs cordes, métalliques comme sur une guitare folk, sont attachées à un cordier, à la manière des violoncelles. Le chevalet flottant (et non pas collé à la table d'harmonie comme sur les guitares classiques ou folk) est simplement maintenu en place par la pression des cordes.
Au XXIe siècle, ces guitares sont le plus souvent équipées de microphones magnétiques (comme les guitares électriques). Elles sont populaires auprès des musiciens de jazz, tel John McLaughlin. L'ajout de microphones, allié à un plus fort tirant de cordes, ont mené à créer des guitares dites « 3/4 de caisse » ou « 1/2 caisse », dont la caisse de résonance n'est pas complètement creuse afin de donner une plus grande résistance à l'instrument. En suivant cette évolution, est apparue la première guitare électrique « solid body » archtop de la marque Gibson : la Les Paul.

### Guitare «flamenco»
Surtout employée, comme son nom l'indique, par les musiciens de flamenco, la guitare flamenco ressemble à une guitare classique, et en a les principales caractéristiques (six cordes en nylon...), mais est plus fine et légèrement plus petite. Elle est également constituée de bois différents, généralement de l'épicéa ou du cèdre pour la table d'harmonie et du cyprès pour les éclisses et le fond. Cette différence explique un son plus nerveux et plus dynamique. Elle possède aussi souvent une plaque de protection transparente appelée golpeador entre la rosace et le chevalet pour protéger le bois des coups d'ongles lors des « golpes ».

### Guitare «manouche»
Au corps plus large et moins épais qu'une guitare « folk », avec des cordes plus tendues (bien que dépendant de chaque joueur) et fixées à la caisse par un cordier métallique selon un mode plus proche du violon que des guitares, la guitare manouche possède parfois un pan coupé et un manche assez fin. Elle est également dotée de six cordes, souvent métalliques. La rosace, quant à elle, est souvent assez étroite et ovale ; sur d'autres modèles, elle est au contraire plus grande que sur une guitare classique, et en forme de trapèze arrondi.
Réalisée à l'origine sous la marque Selmer, d'un luthier italien du nom de Maccaferri qui lui donnera cette forme singulière, elle sera utilisée par de nombreux musiciens de jazz qui l'apprécient pour son son particulièrement puissant et clair, mais surtout très reconnaissable (se rapprochant un peu du son dit « feutré »).
C'est Django Reinhardt qui la popularisera vraiment, et la rendra indissociable de son style communément appelé le jazz manouche. Au XXIe siècle, les jazzmen manouches héritiers du style de Reinhardt (comme Biréli Lagrène, Fapy Lafertin, Tchavolo Schmitt, Stochelo Rosenberg ou Romane) continuent d'utiliser ce type de guitare.
Depuis quelques années, ce style de jeu - et par conséquent l'utilisation de ce genre de guitare - devient à nouveau populaire.[réf. nécessaire]

### Guitares brésiliennes
Au Brésil, le terme guitarra désigne la guitare électrique, tandis que viola et son augmentatif violão (prononcer « violon ») désignent des types de guitare acoustique.
- Les violas représentent la persistance au Brésil de la guitare baroque. De taille « três quarto » (trois quarts) ou « machete » (trois quarts du précédent), elles ont cinq chœurs de deux cordes. L'accordage peut être celui des cinq cordes plus aiguës de la guitare moderne (natural), transposé à la hauteur convenable pour le musicien, ou bien dans des accords consonants sur les cinq chœurs (rio-abaixo ou travessa) selon l'artiste et le morceau. On les utilise dans la cantoria et en accompagnement à la poésie improvisée (repente), ainsi que, dans la région du Recôncavo de l'État de Bahia, dans le samba de viola (dit aussi samba de partido-alto, samba de Santo Amaro, etc.)[2]
- Le violão est, du point de vue de la langue, une viola plus grande. C'est une guitare classique à cordes en nylon, et le type de guitare le plus commun dans la musique brésilienne. Plusieurs traditions font de la guitare un instrument important au Brésil. Dans aucun des genres où elle se trouve, elle ne se limite à l'accompagnement par des accords battus. La modinha au début du XXe siècle, la musique classique (dite érudite au Brésil), le choro, la bossa nova, la MPB[3] l'intègrent dans leurs ensembles. Baden Powell, virtuose et compositeur, représente bien la convergence des traditions populaires et érudites.
- Le Violão de sete cordas est une extension de la guitare classique, qui a son origine dans la place particulière de l'instrument dans les ensembles, où il répond à des instruments à cordes pincées de tessiture plus aigüe, comme le cavaquinho, qui peut être remplacé, de nos jours, par la mandoline. Cette position a donné une grande importance aux notes et arpèges joués sur les cordes basses, ce qui a donné lieu d'en ajouter une, voire deux (dans ce cas, on parlera de violão de oito cordas).
- Le violão caipira (guitare de péquenaud) est une guitares à douze cordes métalliques. On les utilise dans la musique commerciale d'inspiration rurale (sertaneja).

D'autres instruments à cordes pincées sont d'un usage fréquent :
- Les cavaquinhos, de petite taille, ont quatre cordes simples. Ils se trouvent dans la musique populaire et le samba.

### Guitares latines
Une grande variété d'instruments plus ou moins proches des versions européennes de la guitare acoustique, anciennes ou modernes se trouve sous divers noms dans toute l'Amérique latine hispanophone. Il y a bien souvent de multiples modèles pour un même nom qui devient ainsi un nom de famille d'instrument.
- Le bajo quinto, une basse à cinq cordes ;
- Le bajo sexto, une basse à six cordes ;
- Le bordonua, une basse à dix cordes ;
- Le charango, une petite guitare à 5 cordes doubles ;
- Le cuatro, une petite guitare avec quatre à dix cordes ;
- Le guitarrón, une basse à six cordes ;
- Le tiple colombien, avec trois à douze cordes ;
- Le tres, une petite guitare avec six à neuf cordes ;
- Le jarana, une famille de guitares à 5 cordes.

### Guitare malgache
Le kabosy est une guitare rustique faite à partir de matériaux de récupération.

### Guitare à résonateur
La guitare à résonateur a pour principale particularité d'être équipée d'un « résonateur » métallique, qui lui donne un son et un aspect caractéristiques. Utilisées notamment dans le blues et la country, les guitares à résonateur peuvent être jouées comme toutes les autres guitares (elles furent utilisées ainsi par de nombreux joueurs de blues), les guitares à résonateurs sont aussi souvent jouées en slide, et de nombreux modèles de guitares hawaïennes à résonateur existent.

## Guitare électro-acoustique
La guitare électro-acoustique est une guitare acoustique équipée d'un capteur, ce qui permet de jouer amplifié, comme avec une guitare électrique. Si, à l'origine, ces guitares étaient de simples instruments folk ou classiques auxquels on ajoutait un micro, on trouve en 2008 des guitares spécifiquement conçues pour cet usage. Elles disposent ainsi souvent d'un « pan coupé » au niveau de la caisse, afin de faciliter l'accès aux aigus. Certaines de ces guitares sont également dotées d'un pré-amplificateur intégré, parfois très sophistiqué, qui permet de travailler le son directement sur l'instrument. Enfin, la technologie de l'amplification a permis de produire des basses électro-acoustiques, ce qui constitue un progrès important : en effet, une basse purement acoustique ne pourrait, faute d'une caisse de résonance suffisamment grande, produire des sons très audibles.
Le capteur, placé sur la table d'harmonie ou à l'intérieur de la caisse, peut se présenter sous plusieurs formes :
- capteur piezo-électrique placé sous le sillet de chevalet ou collé sur la table d'harmonie ;
- micro de type électrostatique placé dans la caisse de la guitare au niveau de la rosace, ou même intégré dans une barrette creuse et étanche placée sous le sillet de chevalet ;
- micro magnétique placé en travers de la rosace, mais uniquement pour les guitares à cordes en métal.

Pour obtenir un bon son amplifié avec une guitare électro-acoustique, il faut utiliser des amplificateurs dédiés qui rehaussent les notes medium  et équilibrent le son acoustique.

## Guitare électrique

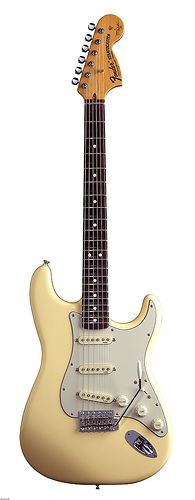
Une guitare électrique Fender Stratocaster.

Apparue dans les années 1930 pour compenser le manque de volume sonore des guitares par rapport aux autres instruments des orchestres de jazz, la guitare électrique est équipée d'un ou plusieurs microphones électromagnétiques simples ou doubles, le son étant généré par un haut-parleur après passage par un amplificateur du signal électrique créé par la vibration des cordes. Ce système permet non seulement d'obtenir un son beaucoup plus puissant, mais également de retravailler ce son et d'y ajouter divers effets, le plus connu étant la saturation.
Libérée par ses microphones de nombreuses contraintes, telles que la présence obligatoire d'une caisse de résonance de taille suffisante, la guitare électrique peut adopter les formes les plus variées. Elle comporte le plus souvent six cordes métalliques dont trois (ou quatre en jazz) sont filées, mais des modèles à 12 cordes (arrangées par paires) existent, ainsi que de nombreuses autres déclinaisons. Le manche peut être divisé en 21 cases (Fender Stratocaster), 22 (Gibson Les Paul) ou plus (24 pour la Paul Reed Smith). La guitarra baiana a, elle, 4, 5 ou 6 cordes, généralement accordées à la quinte, comme la mandoline.

## Guitare basse

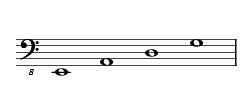
Accord de base de la guitare basse à 4 cordes.

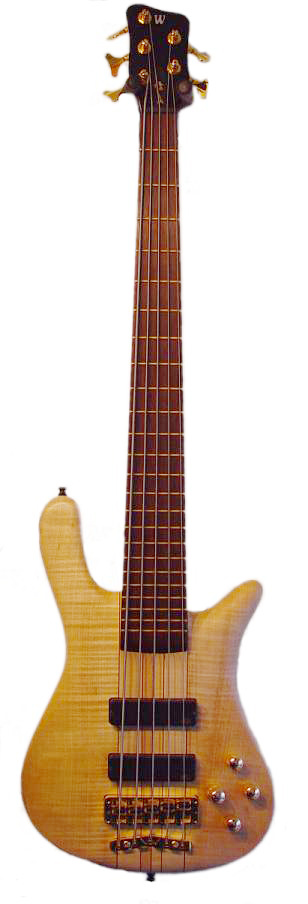
Basse électrique à cinq cordes.

Couramment appelée « basse », cette variante de la guitare électrique est apparue dans les années 1950 pour pallier le manque de puissance sonore des contrebasses dans les orchestres de rock 'n' roll. C'est l'un des rares instruments conçus dès l'origine pour être amplifiés : la majorité des basses sont donc électriques.
Elle a le plus souvent quatre cordes, mais on trouve des modèles à cinq, six et jusqu'à douze cordes, indépendantes ou doublées. Le manche est plus long d'un tiers et des cordes plus grosses que sur les autres types de guitare, le son produit est plus grave d'une octave. L'accordage traditionnel d'une basse est le même que celui de la contrebasse, c'est-à-dire celui des quatre cordes les plus graves d'une guitare, mais une octave au-dessous (Mi-La-Ré-Sol). Les basses à 5 cordes comporte soit un Si en dessous du Mi ou bien un Do au-dessus du sol (si-mi-la-ré-sol ou mi-la-ré-sol-do). Les basses à six cordes sont généralement accordées en si-mi-la-ré-sol-do. La basse électrique est employée massivement dans le rock, le blues et leurs dérivés, ainsi que par certains musiciens de jazz ou de jazz-fusion comme Jaco Pastorius, Stanley Clarke ou Victor Wooten, Richard Bona.
Il existe aussi des basses acoustiques, dérivées de l'instrument électrique original, mais la majorité d'entre elles pèchent par leur manque de puissance sonore, dû à une caisse de résonance trop petite (une caisse de plus grande taille rendrait l'instrument très encombrant).
Il existe cependant une énorme guitare basse acoustique principalement utilisée au Mexique par les groupes de mariachis. Appelé guitarrón, cet instrument peut avoir quatre ou six cordes, le modèle à six cordes étant le plus courant.
Il existe par ailleurs des guitares appelées taptar ou megatar jouées uniquement en tapping (au lieu de pincer/frotter les cordes avec la main droite et de fretter les cordes avec la main gauche, le joueur « tape » sur les cordes avec les deux mains). Les deux types principaux sont le Chapman Stick et la Warr Guitar.

## Autres guitares

### Cigarbox Guitare
Une cigar box guitar est un instrument qui a entre 2 et 4 cordes et dont la caisse est une boîte en bois de type boîte à cigares. Le terme guitar n'implique pas que le manche soit fretté ni que l'accord soit celui d'une guitare.

### Guitare hawaïenne

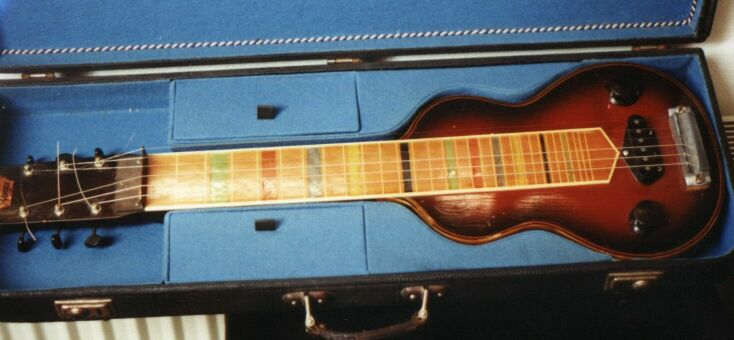
Une guitare hawaïenne Roger.

La guitare hawaïenne n'est plus une guitare à proprement parler. Elle existe en version acoustique et en version électrique, qui se jouent identiquement à plat à l'aide d'un objet métallique qui glisse sur les cordes.
Il ne faut pas la confondre avec l'ukulélé, qui est un autre instrument à cordes pincées, de plus petite taille, monté avec quatre cordes.

### Guitares expérimentales
La guitare acoustique originelle a été la base de très nombreuses expérimentations depuis son invention, et seule une partie de ces instruments sont encore utilisés au XXIe siècle, même de manière marginale.

Il existe par exemple des guitares avec un nombre de cordes différent. On trouve souvent dans les groupes acoustiques des guitares à douze cordes : les six habituelles, couplées individuellement à leur octave respective (sauf les deux plus aiguës, doublées à l'unisson).

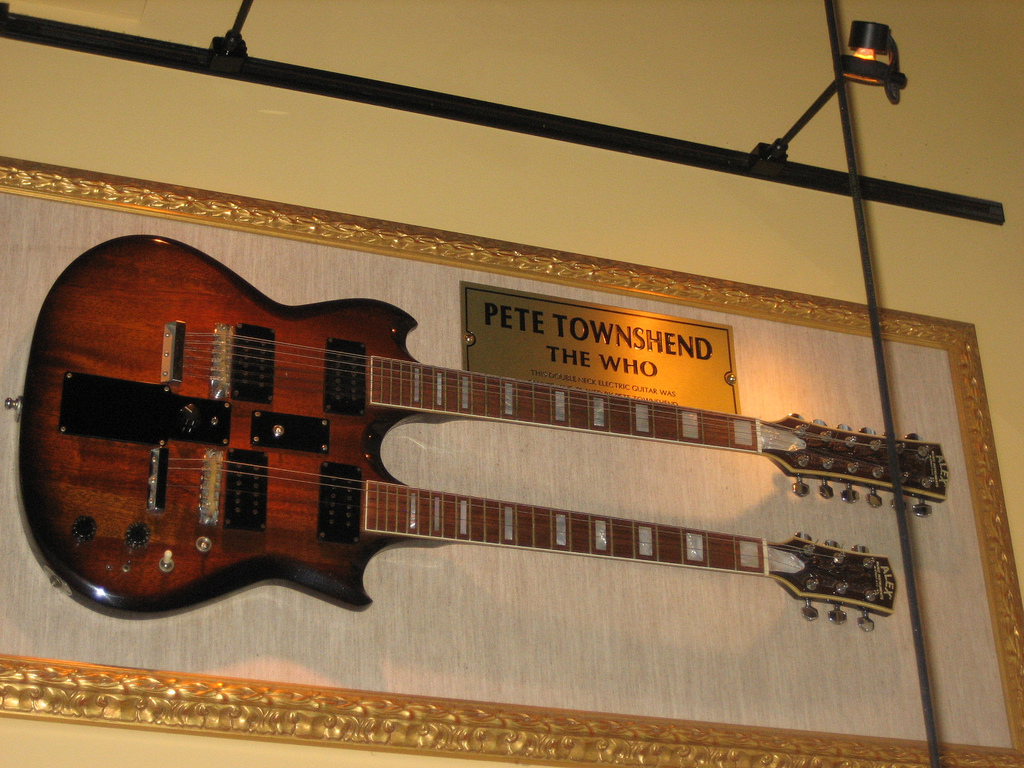
Guitare double de modèle Gibson EDS 1275, de Pete Townshend - Hard Rock Cafe, San Francisco

 Le guitariste de jazz Tiny Grimes utilisait une guitare à quatre cordes. Certains musiciens classiques, comme Narciso Yepes, jouent sur une guitare à dix cordes, invention qui remonte aux années 1820. Certains jouent aussi avec des guitares à trois cordes, comme les membres du groupe rock Presidents of the United States of America, qui utilisent une guitare dont trois des six cordes ont été retirées, et une basse à deux cordes. Dans le même état d'esprit, le guitariste des Rolling Stones Keith Richards, retire souvent la corde de mi grave de ses guitares.

### Jouets
Des imitations de guitare plus ou moins fonctionnelles, décorées de jolies couleurs, s'offrent comme jouet pour les jeunes enfants.
Un jeu vidéo, Guitar hero, propose d'imiter en play-back la gestuelle d'un guitariste, avec un capteur électronique de la forme d'une guitare électrique.
La Luft-guitare (de l'allemand Luft signifiant air), ou air guitar (terme anglophone) est une guitare imaginaire que l'on tient pour imiter son guitariste préféré. Il existe des concours scéniques de air guitar, sur fond de play back. Les prestations ont souvent un caractère humoristique ou caricatural.